# Josephus Nicolaus Laurenti
Josephus Nicolaus Laurenti (4 de diciembre de 1735 – 17 de febrero de 1805) fue un médico y naturalista austriaco.
La obra de Laurenti es considerado el primer autor de la clase Reptilia por su tratado Specimen Medicum, Exhibens Synopsin Reptilium Emendatam cum Experimentis circa Venena (1768) sobre la función del veneno en los reptiles y anfibios. Este importante libro sobre la herpetología, definió a treinta genera de reptiles, mientras que la 10.ª edición de Systema naturæ, de Carlos Linneo, publicada en 1758 había definido solo diez genera. En 1768, Laurenti también publicó Proteus anguinus, un manuscrito en italiano sobre Proteus anguinus.

## Otras obras
- Specimen Medicum, Exhibens Synopsin Reptilium Emendatam cum Experimentis circa Venena (1768), 214 p. + 5 láms. (online en Göttinger Digitalisierungscenter)

## Abreviatura (zoología)
La abreviatura Laurenti  se emplea para indicar a Josephus Nicolaus Laurenti como autoridad en la descripción y taxonomía en zoología.